# Mabra haematophaga
Mabra haematophaga is een vlinder van de familie van de grasmotten (Crambidae). De wetenschappelijke naam van deze soort is voor het eerst voorgesteld door Hans Bänziger in een publicatie uit 1985. De spanwijdte van het mannetje bedraagt 17,3 tot 19,5 millimeter.

## Verspreiding
De soort komt voor in China (Yunnan) en Thailand.

## Biologie
De vlinder voedt zich met bloed van open wonden en van overige lichaamssappen van grotere zoogdieren, zoals Aziatische olifant, waterbuffel en zeboe. De vliegtijd van deze soort valt grotendeels samen met het regenseizoen.